# Зимбабвийско-сербские отношения
Зимбабвийско-сербские отношения являются двусторонними связями между Сербией и Зимбабве. Югославия (а ныне Сербия как одно из государств-преемников) была одним из основателей Движения неприсоединения, частью которого также является Зимбабве.

## Отношения во времена Югославии
Конференц-центр, построенный в 1985 году для Саммита Движения неприсоединения 1986 года в Зимбабве, был построен сербской компанией Energoprojekt holding, как и личный дом Мугабе. Роберт Мугабе встретился с президентом Югославии Иосипом Броз Тито в Бриони, Югославия, и снова в Гаване, Куба в 1979 году. Когда Тито умер в 1980 году, Мугабе и государственная делегация присутствовали на его похоронах. Мугабе описал Югославию как страну, в которую другие неприсоединившиеся страны, особенно африканские, обратились с экономическими и технологическими потребностями.

## Отношения после Югославии
В 2014 году президент Зимбабве Роберт Мугабе выразил желание восстановить и продолжить дружбу между Сербией и Зимбабве и назвал Сербию «единственной страной в мире, которую [Зимбабве] может считать идеальным другом», и что Сербия является единственным иностранным союзником Зимбабве. Мугабе также пригласил сербского министра Ивана Мркича в Зимбабве, чтобы начать переговоры о совместных проектах в области инфраструктуры, сельского хозяйства, информационных технологий и горнодобывающей промышленности. Зимбабве имеет посольство в Белграде, а Сербия имеет посольство в Хараре.